# Rinaldo degli Albizzi
Rinaldo degli Albizzi (* 1370 in Florenz; † 2. Februar 1442 in Ancona) aus der Florentiner Patrizierfamilie Albizzi war derjenige der Familie, der im Machtkampf mit den Medici endgültig unterlag.

## Leben
Rinaldo war der Sohn von Maso degli Albizzi. 1398 wurde er Bürgermeister von Città di Castello. Ab dem Folgejahr unterstützte er seinen Vater Maso politisch und wurde dessen rechte Hand. Ab 1408 war er diplomatisch für Papst Gregor XII. tätig, zwischen 1413 und 1415 verhandelte er an dessen Seite über die Beendigung des Großen Abendländischen Schismas. Nach dem Tod seines Vaters im Oktober 1417 wurde Rinaldo einer der mächtigsten Männer in Florenz; er übte faktisch die Regierungsgewalt in der Republik aus und präsentierte sie im Gegensatz zu Maso degli Albizzi auch nach außen.
In den Jahren 1432 und 1433 hatte Florenz im Verbund mit Venedig einen weiteren kostenträchtigen Krieg mit Mailand bestritten. Das Missmanagement bei dem Feldzug zog einen Streit zwischen der von Rinaldo degli Albizzi geführten aristokratischen und der von Cosimo de’ Medici geführten Volkspartei nach sich, obwohl beide vorher dem Krieg zugestimmt hatten. Rinaldo war entschlossen, die Medici-Partei zu zerschlagen und setzte erfolgreich Cosimos Verbannung durch. Die Albizzi versuchten, durch die Übertragung außergewöhnlicher Befugnisse auf den Capitano del popolo ihre Position zu stärken, aber die Medici hatten noch großen Rückhalt im Volk. Rinaldos Vorschlag eines Staatsstreichs fand in seiner eigenen Partei keine Resonanz, und er konnte die Wahl einer pro-mediceischen Signoria 1434 nicht verhindern. Er und andere Führer der Partei wurden in den Palast vorgeladen, um Anschuldigungen eines Komplotts gegen den Staat zu entgegnen. Er antwortete, indem er 800 bewaffnete Anhänger zusammenrief. Eine Revolution wurde nur durch die Intervention Papst Eugens IV. abgewendet, der sich zu der Zeit in Florenz aufhielt.
Ein Parlamento wurde einberufen, und die gewählte Balia beschloss die Rückkehr Cosimos und die Verbannung von Rinaldo degli Albizzi, Rodolfo Peruzzi, Niccolò Barbadori und anderer, trotz eines schwachen Versuch Eugens, sie zu schützen. Am 6. Oktober 1434 kehrte Cosimo nach Florenz zurück, und in den nächsten drei Jahrhunderten ist die Geschichte der Stadt durch die des Hauses Medici bestimmt. Nachdem er an der Seite der Visconti erneut erfolglos gegen die Medici gekämpft hatte, zog sich Rinaldo degli Albizzi 1440 aus der Politik zurück. Seine letzten Lebensjahre verbrachte er in Ancona, wo er während der Hochzeit seiner Tochter Nicoletta starb.
Er wurde 1392 mit Alessandra di Gucciozzo de' Ricci verheiratet und hatte mit ihr zwölf Kinder.